# Roscommon GAA
Le Roscommon County Board of the Gaelic Athletic Association ou plus simplement Roscommon GAA est une sélection de sports gaéliques basée dans la province du Connacht. Elle est responsable de l’organisation des sports gaéliques dans le Comté de Roscommon et des équipes qui le représente dans les rencontres inter-comtés. 

## Histoire
Roscommon a été une des équipes les plus en vue des années 1940 remportant consécutivement deux Championnat d'Irlande de football gaélique en  1943 et 1944.
Le club de Roscommon s’est élevé du statut d’équipe mineure à celle de championne d’Irlande au cours des quatre années qui ont précédé leur premier titre en 1943. Lors de leur première finale, ils font d’abord match nul contre Cavan GAA avant de les battre lors du match d’appui grâce à deux buts inscrits en tout début de match par Frankie Kinlough et Jack McQuillan. Kinlough renouvelle son exploit un an après en finale du championnat contre Kerry GAA. Deux années plus tard, Roscommon se qualifie de nouveau pour la finale du All-Ireland Senior Football Championship mais s’incline cette fois-ci devant Kerry. Cette finale aurait pu tourner à l’avantage de Roscommon car l’équipe menait de six points à trois minutes du coup de sifflet final. Tom Gega O'Connor et Paddy Kennedy marquent alors deux buts pour Kerry et permettent ainsi à leur équipe d’arracher le match nul. Lors du match d’appui disputé à Croke Park Roscommon s’incline 2-8 à 0-10 (soit 14 points à 10). Les défaites au cours des demi-finales de 1947, 1952 et 1953 marquent la fin de l’âge d’or de Roscommon GAA.
En hurling, le palmarès de Roscommon GAA est beaucoup moins étoffé. La seule apparition de l’équipe en demi-finale du All-Ireland Senior hurling Championship a eu lieu en 1910. Ils sont alors sévèrement battus par Tipperary GAA. Le meilleur résultat depuis est une victoire en Nicky Rackard Cup en 2007 contre Armagh GAA.

## Palmarès

### Football gaélique
- All-Ireland Senior Football Championship:  2
  - Vainqueur en 1943 et 1944
  - Finaliste en 1892, 1946, 1962 et 1980.
- Ligue nationale de football gaélique: 1
  - Vainqueur en 1979
- Championnat du Connacht:  19
  - 1905, 1912, 1914, 1943, 1944, 1946, 1947, 1952, 1953, 1961, 1962, 1972, 1977, 1978, 1979, 1980, 1990, 1991, 2001

#### All Stars
15 footballeurs ont été élus All-Star : 1972: M. Freyne, 1974: D. Earley, 1977: P. Lindsay, 1978: H. Keegan, 1979: T. Heneghan, D. Murray, D. Earley, 1980: H. Keegan, G. Connellan, D. Murray, 1985: P. Earley, 1986: H. Keegan, 1989: T. McManus, 1991: E. Gavin, 2001: F. Grehan

### Football gaélique féminin
- - All-Ireland Senior Ladies' Football Championships: 1
  - Vainqueur en 1978

### Hurling
- Nicky Rackard Cup: 1
  - Vainqueur en 2007
- Connacht Senior Hurling Championships:1
  - 1913